# Demonax iniquus
Demonax iniquus là một loài bọ cánh cứng trong họ Cerambycidae.